# Secrets (Becky G)
Secrets è un singolo della cantante statunitense Becky G, pubblicato nel 2019 dalla RCA Records.